# William Martin (Fußballspieler, 2007)
William Christian Martin (* 23. April 2007) ist ein dänisch-irischer Fußballspieler.
Der dänisch-irische Doppelstaatsbürger spielt bei Odense BK und ist dänischer Nachwuchsnationalspieler.

## Karriere

### Verein
William Martin hat irische Wurzeln, denn sein Vater Danny, ein ehemaliger Fußballspieler, kommt aus Irland. William selbst wuchs in Odense auf und spielte bei Brændekilde-Bellinge Boldklub, bevor er in der U11 zu Odense BK wechselte. Die Profimannschaft dieses Vereins stieg 2024 in die zweite Liga ab und am 20. Juli 2024 gab William Martin im Alter von 17 Jahren am ersten Spieltag beim 2:1-Auswärtssieg bei Esbjerg fB, als er gleich in der Startelf stand, sein Profidebüt. Am 27. September 2024 gelang im Auswärtsspiel bei Kolding IF der 2:1-Siegtreffer und somit sein erstes Tor im Profibereich.

### Nationalmannschaft
Im September 2022 absolvierte William Martin im spanischen San Pedro del Pinatar gegen Schottland zwei Spiele für die dänische U16-Nationalmannschaft, bevor er sich entschied, für die irischen Auswahlteams zu spielen und kam dann sowohl für die U16- als auch für die U17-Nationalmannschaft der Grünen Insel zum Einsatz. Dann kehrte er zum dänischen Verband zurück und kommt nun für die dänische U18-Nationalmannschaft zum Einsatz.